# Wladimir de Schœnefeld
Wladimir de Schœnefeld  (Berlim, 12 de janeiro de 1816 — Paris, 8 de setembro de 1875) foi um botânico francês de origem alemã.
Em 1854 ele foi um membro fundador da Société Botanique de France, servindo como seu secretário-geral de 1862 a 1875.